# مادس بيخ سورينسن
مادس بيخ سورينسن (بالدنماركية: Mads Bech Sørensen)‏ هو لاعب كرة قدم دنماركي في مركز قلب الدفاع، ولد في 7 يناير 1999 في الدنمارك في مملكة الدنمارك. لعب مع نادي برينتفورد.

## وصلات خارجية
- مادس بيخ سورينسن على موقع الاتحاد الأوربي (الإنجليزية)
- مادس بيخ سورينسن على موقع قاعدة بيانات كرة القدم.إي يو (الإنجليزية)
- مادس بيخ سورينسن على موقع Soccerbase.com (لاعب) (الإنجليزية)
- مادس بيخ سورينسن على موقع Soccerway.com (الإنجليزية)
- مادس بيخ سورينسن على موقع عالم كرة القدم.نت (الإنجليزية)